# Harriet Lane
Harriet Rebecca Lane Johnston (Franklin County, Pennsylvania, SAD, 9. svibnja 1830. – Narragansett, Rhode Island, SAD, 3. srpnja 1903.) je glumila prvu damu Sjedinjenih Američkih Država za vrijeme mandata njezina ujaka, Jamesa Buchanana koji se nikada nije oženio. Bila je prva dama od 1857. do 1861. godine. Lane je bila trinaesta prva dama Amerike koja nije bila udana za predsjednika.
Harriet Lane se s 36 godina udala za Baltimorskog bankara Henrija Elliot Johnstona. Imali su dva sina, ali kroz nekih 18 godina oba sina te njen muž su preminuli.

## Brodovi s imenom Harriet Lane
Mornarica SAD-a je čak tri broda nazvala imenom Harriet Lane.
- Kuter USRC Harriet Lane iz 1857. godine, iz doba američkog građanskog rata.
- Kuter USCGC Harriet Lane (WSC-141), iz 1926. godine, otpisan iz upotrebe 1946. godine.
- Kuter USCGC Harriet Lane (WMEC-903), iz 1984. godine